# Karl von Wendt
Pour les articles homonymes, voir Wendt.
Karl Josef Freiherr von Wendt, plus couramment dit Karl von Wendt, né le 28 avril 1937 et décédé le 6 février 2006 à 68 ans au Canada, est un pilote automobile et entrepreneur allemand, ayant essentiellement évolué sur voitures de tourisme  en circuits.

## Biographie
Sa carrière s'étale entre 1959 et 1971, en karting, rallye, formule 3, sur voitures de tourisme, Sport-prototypes (en 1970-71 sur Lola T210 et T212) et voitures de sport. Il reprend en 1961 le vaste domaine familial (avec son château) couvrant Gevelinghausen, Wiggeringhausen et Papenhausen, près de Lemgo (région du Sauerland en Rhénanie-du-Nord-Westphalie).
Karl von Wendt remporte le Championnat d'Europe FIA des voitures de tourisme en 1967 sur Porsche 911 et termine deuxième de la Coupe des Nations avec l'Allemagne en 1966.
En 1967 il gagne la Course de côte Saint-Ursanne - Les Rangiers en catégorie Touring Car (incluse alors en ETCC), ainsi que les 4 Heures de Monza et termine deuxième du RAC Tourist Trophy.
En 1968, il participe aux 24 Heures du Mans sur Alfa Roméo. Il posséda sa propre écurie automobile avec laquelle il court et fait courir d'autres pilotes comme Jochen Neerpasch, Helmut Marko, Rolf Stommelen, Gerhard Mitter ou encore Willi Kauhsen.
En 1971 il projette la construction d'un circuit automobile sur les terres familiales dans le Sauerland et y consacre beaucoup de temps et des sommes d'argent considérables. Malheureusement celui-ci ne verra jamais le jour pour des raisons politiques et Karl von Wendt arrêtera alors de participer aux compétitions automobiles et revendra son écurie ainsi que toutes ses voitures. Il participe à une dernière course, aux 1 000 kilomètres de Zeltweg 1972 (la seule de la saison). 
Il fonde la Fremdenverkehrsverband Sauerland en 1973, association de tourisme pour la région du Sauerland (ou se trouve le chateau familial) qu'il préside durant dix ans et lance un parc d'attraction du nom de "Fort Fun Abendteuerland". Ce dernier rencontrera un certain succès mais nécessitera des investissements très important. Il émigre au Canada en 1988 pour gérer une entreprise d'informatique, après avoir vendu ses biens et son parc d'attraction.